# Mossegar-se la cua
Mossegar-se la cua és una novel·la de l'escriptor català Manuel de Pedrolo editada l'any 1968 i pertany al gènere de la novel·la policíaca. La primera edició d'aquesta novel·la es va publicar a l'editorial Edicions 62.

## Estructura
Està dividida en tres capítols, que corresponen a l'estructura clàssica d'argument, nus i desenllaç, respectivament.

## Fil argumental
La història comença quan la Berta Llonc, que treballa com a espia d'en Jordana a la competència, fa un informe afirmant que els progressos d'Alexandre Moré perjudicaran l'empresa. Per evitar-ho, en Jordana planeja un segrest perquè el científic no pugui dur a terme la seva tasca i encomana l'encàrrec a la mateixa Berta, que convida en Pere Francàs (la seva parella) i l'Antoni Portell (un amic) a formar part de l'equip. El segrest és un èxit, però al cap de poc Alexandre Moré emmalalteix i mor a la casa de Torrent de Piqué, on estava segrestat. El doctor Oliana firma la seva defunció a nom d'Enric Jordana (a la Berta se li ocorre anomenar-lo així per amagar la veritable identitat del difunt). Poc després, en Pere Francàs descobreix que la seva parella li és infidel amb l'Antoni Portell i una espiral de violència duu la Berta a matar el seu propi xicot, que és enterrat al nínxol del fals Jordana (Moré és abandonat als afores de Barcelona).
Quan vuit mesos més tard l'Enric Jordana s'assabenta que està legalment mort, encarrega una investigació a l'agència d'en Serra, que comença seguint el rastre del segrest d'Alexandre Moré. Quan en Jordana s'adona que en pot sortir esquitxat, demana al Serra que aturi la investigació, però aquest persisteix i descobreix que el difunt del nínxol no és l'Alexandre Moré sinó un desconegut. Sospitant que es pot tractar d'un dels segrestadors, l'equip busca entre els clients de la mútua per a la qual treballa el doctor Oliana si hi ha algú que no hagi pagat les últimes mensualitats: descobreixen així la identitat d'en Pere Francàs i identifiquen la Berta, a qui paren un parany perquè els condueixi fins al tercer segrestador. Després d'interrogar l'Antoni Portell, que descriu detalladament el segrest, i d'assabentar-se que la Berta ha mort (quan el dia anterior conduïa un cotxe de l'Enric Jordana), en Serra conclou que la persona que ha estat al darrere dels fets des del principi ha estat en Jordana.

## Els personatges
Els personatges de Mossegar-se la cua poden dividir-se, a grans trets, entre investigadors i malfactors. Els investigadors són en Jordi Serra (director d'una agència, és qui duu endavant la investigació i qui es mostra més perseverant), en Pujals (informador, home de bon consell), l'Eudald (jove de confiança que ajuda a l'agència ocasionalment), l'Olga (secretària d'en Serra, valenta, i les propostes de la qual són crucials per al desenvolupament de la investigació) i en Carles Mas (fantasiós, ajuda a l'agència ocasionalment).
Entre els malfactors, s'hi troben l'Enric Jordana (planeja el segrest i mata la segrestadora; s'acaba suïcidant), en Pere Francàs (segrestador sense aspiracions, que acaba morint a mans de la seva xicota), l'Antoni Portell (que es fa segrestador per pagar-se la carrera de medicina, i al final torna els diners del rescat i queda impune) i la Berta Llonc (dona lluitadora i parella d'en Francàs, és qui dirigeix el segrest i serà assassinada pel Jordana). Altres personatges importants són l'Alexandre Moré (el científic segrestat per impedir que realitzi la seva feina, que mor a causa d'una hemiplegia) i el doctor Tomàs Oliana (signa la papereta de defunció del Moré sense comprovar si realment estava mort).

## Veus narratives
La novel·la està narrada en primera persona. Com a recurs narratiu cal destacar la transcripció de les declaracions del personatge de Miquel Portell, enregistrades en un magnetòfon.

## L'espai
Mossegar-se la cua està ambientada a la Barcelona dels seixanta.